# Грін Тауншип (округ Мерсер, Пенсільванія)
Грін Тауншип (англ. Greene Township) — селище (англ. township) в США, в окрузі Мерсер штату Пенсільванія. Населення — 1052 особи (2020).

## Демографія
Згідно з переписом 2010 року, у селищі мешкала 1091 особа в 426 домогосподарствах у складі 325 родин. Було 464 помешкання
Расовий склад населення:
| - 99,5 % — білих - 0,2 % — корінних американців |

До двох чи більше рас належало 0,3 %. Частка іспаномовних становила 0,4 % від усіх жителів.
За віковим діапазоном населення розподілялося таким чином: 20,3 % — особи молодші 18 років, 59,8 % — особи у віці 18—64 років, 19,9 % — особи у віці 65 років та старші. Медіана віку мешканця становила 47,0 року. На 100 осіб жіночої статі у селищі припадало 102,4 чоловіків;  на 100 жінок у віці від 18 років та старших — 103,7 чоловіків також старших 18 років.
Середній дохід на одне домашнє господарство  становив 57 315 доларів США (медіана — 43 967), а середній дохід на одну сім'ю — 61 527 доларів (медіана — 48 214). Медіана доходів становила 37 188 доларів для чоловіків та 31 406 доларів для жінок. За межею бідності перебувало 22,0 % осіб, у тому числі 42,8 % дітей у віці до 18 років та 12,4 % осіб у віці 65 років та старших.
Цивільне працевлаштоване населення становило 527 осіб. Основні галузі зайнятості: освіта, охорона здоров'я та соціальна допомога — 26,6 %, виробництво — 20,5 %, роздрібна торгівля — 9,9 %, будівництво — 8,5 %.